# Nachal Kovšim
Nachal Kovšim (hebrejsky נחל כובשים) je vádí v jižním Izraeli, v severní části Negevské pouště.
Začíná v nadmořské výšce okolo 400 metrů severně od města Beerševa, nedaleko od dálnice číslo 40 v mírně zvlněné bezlesé polopouštní krajině. Směřuje k jihu kopcovitou krajinou brzy vstupuje do zastavěného území Beerševy. Zde se stáčí k západu a sleduje severní okraj města. Pak se směr vádí mění na severozápadní a krátce poté ústí zleva do vádí Nachal Ašan.